# کانی سرخ (سقز)
کانی سرخ (سقز)، روستایی از توابع بخش امام شهرستان سقز در استان کردستان ایران است.

## جمعیت
این روستا در دهستان تیلکوه قرار دارد و براساس سرشماری مرکز آمار ایران، جمعیت آن۱۸۵ نفر(۴۰خانوار) بوده‌است و زبان مردم این روستا کردی سورانی می‌باشد این روستا در مسیر جاده تکاب ایرانخاه واقع شده و آخرین روستای بخش سقز است .در سرشماری 1395 ،150 نفر بوده.